# La Source (série télévisée)
Pour les articles homonymes, voir La Source.
La Source est une série télévisée française en six épisodes de 52 minutes réalisée par Xavier Durringer, diffusée en Belgique à partir du 4 septembre 2013 sur La Deux, puis en France du 18 septembre au 2 octobre 2013 sur France 2.

## Synopsis
Une jeune étudiante, contactée par les services secrets français, doit espionner la famille qui l'emploie comme baby-sitter.

## Fiche technique
- Titre original : La Source
- Réalisation : Xavier Durringer
- Scénario : Laurent Burtin et Nathalie Suhard
- Production : Laurence Bachman et Clémentine Dabadie
- Sociétés de production : Chabraque Productions, Barjac Production, en coproduction avec Be-Films, RTBF et France Télévisions
- Musique : Nicolas Errèra
- Directeur de la photographie : Matthieu Poirot-Delpech
- Pays d'origine :  France
- Langue originale : français
- Genre : thriller, suspense
- Durée : 6 × 52 minutes

## Distribution
- Flore Bonaventura : Marie Voisin
- Christophe Lambert : John Lacanal
- Clotilde Courau : Claire Perrini
- Maruschka Detmers : Esther Lacanal
- Édouard Montoute : François Kalder
- Gérald Laroche : Armel Dubois
- Pascal Demolon : Daniel Bazin
- Frédéric Épaud : Hervé Voisin
- Étienne Durot : Vincent Voisin
- Jean-Alain Velardo : Félix
- Pierre Boulanger : Simon Dubois
- Éric Savin : Christophe
- Michel Bompoil : Jérôme Tessier
- Pepperosa Daniel : Gianni
- Cécile Rebboah : Véronique
- Tristan Aldon : Walter Lacanal
- Aeryn Ptak : Suzy Lacanal
- Vincent Jouan : Richard Delaunay
- Fedele Papalia : Roberto
- Jérôme Keen : le Squid, le supérieur de Kalder
- Angèle François : Alexandra Perrini
- Jean-Claude Leguay : le prof à l'université

## Épisodes
1. Épisode 1
2. Épisode 2
3. Épisode 3
4. Épisode 4
5. Épisode 5
6. Épisode 6